# Лалетин, Дмитрий Ильич
Ильич Дмитриевич Лалетин (5 октября 1853 — 20 февраля 1914) — известный барнаульский мещанин и предприниматель, создатель кожевенного завода. В честь предпринимателя была названа известная гостиница Барнаула — «Лалетин». Во время работы на сереброплавильном заводе он понял, что запасы серебра на исходе, и нужно открывать собственное производство.
Дмитрий Ильич родился в Барнауле 5 октября 1853 года, в семье горных инженеров. Начал свою карьеру как инженер. Затем мещанин занялся собственным делом: стал владельцем кожевенно-железной лавки на Базаре (на 1910 г.), кожевенного завода под Большим Гляденом, который был основан в 1893 году. В 1920 году завод национализировали. Завод расположен в 7 км от центра города, на берегу Оби. Общая площадь завода — 8,5 тыс. м². Завод выпускал обувную юфть и сыромять.
Умер Дмитрий Ильич Лалетин 20 февраля 1914 года. После смерти Лалетина в 1914 году был учреждён Торговый дом Лалетина, отошедший его наследникам. В настоящий момент торговый дом и гостиница «Лалетин» чтут память и наследие, заложенные великим предпринимателем в 1914 году.